# Свитави
 Тази статия е за града в Чехия.  За окръга вижте Свитави (окръг).  
Свѝтави (на чешки: Svitavy; на немски: Zwittau) е град в централна Чехия, административен център на окръг Свитави в Пардубицки край. Населението му е 16 949 души (2017).
Разположен е на 435 m надморска височина в югоизточния край на Чешкия масив, на 64 km северно от Бърно и на 59 km югоизточно от Пардубице. Селището е основано около 1150 година от монаси крой брод на река Свитава. През 20 век градът е важен център на чешкото есперантистко движение.

## История
Свитави е един от най-старите градове на региона, основан е в средата на 12 век от монаси от Литомишъл и е наречен на името на протичащата през това място река Свитава. Известно време селището се намира във владение на литомишълския манастир, докато права над него не предявява епископа на град Оломоуц. През 1256 г. правата над града накрая са преотстъпени на оломоуцкия епископ. Градът, ползващ се кралски и епископски привилегии, започва да расте и се развива. През 1389 г. са построени укрепления. По време на хуситските войни, Свитави е разграбен и отново пременава към манастира на Литомишъл, докато през 1484 г. пак не става владение на оломоуцките епископи. През 16 век са уредени гильдии, построено е кметството, основан е градския архив.
По време на Тридесетгодишната война градът е подложен на пълно опустошение, но скоро е възстановен. Построени са нова църква, болница, започва да се развива текстилна промишленост.
През 1781 г. градът е почти напълно унищожен от пожар. Скоро след това последват Наполеоновите войни.
В хода на революцията от 1848 г. властта на оломоуцките епископи е премахната. По това време населението на Свитави се състои от 4431 жители. През 1866 г. в града е подписано примирието, което слага край на сраженията между Австрия и Прусия.
В края на 19 век Валентин Освалд Отендорфер основава библиотека в града.
След разпада на Австро-Унгария през 1918 г. градът става част от Чехословакия. През 1938 г. Свитави е предаден на Третия райх, като влизащ в Судетската област. След Втората световна война градът е върнат на Чехословакия, а немското население на града е депортирано.

## Население
Динамика на изменението на броя на жителите в периода 1869 – 2009 г.:
| Година    | 1869   | 1880   | 1890   | 1900   | 1910   | 1921   | 1930   |
| Население | 8670   | 9654   | 11 653 | 13 637 | 14 820 | 13 892 | 15 031 |
| Година    | 1950   | 1961   | 1970   | 1980   | 1991   | 2001   | 2009   |
| Население | 12 828 | 13 878 | 14 282 | 16 297 | 17 441 | 17 626 | 17 458 |

- Възрастова структура на населението на община Свитави – 2011 г.
- Брачен статут на жителите на Свитави – 2011 г.
- Образование на жителите на Свитави – 2011 г.

## Личности
Родени в Свитави
- Максимилиан Фелцман (1894 – 1962), офицер
- Оскар Шиндлер (1908 – 1974), индустриалец
- Валентин Отердорфер (1826 – 1900), преводач, филантроп

## Побратимени градове
- Банска Щявница, Словакия
- Плохинген, Германия
- Стендал, Германия
- Веесп, Холандия
- Жяр над Хроном, Словакия